# 62 Eskadra Liniowa

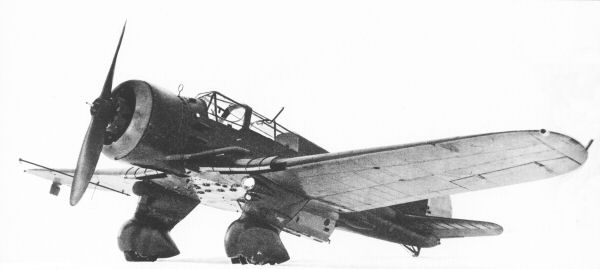
PZL.23 Karaś - samolot eskadry

62 eskadra liniowa – pododdział lotnictwa Wojska Polskiego w II Rzeczypospolitej.
Eskadra sformowana została we Lwowie jako 64 eskadra lotnicza. Niedługo potem została przemianowana na 62 eskadrę lotniczą, a w 1929 na 62 eskadrę liniową. W marcu 1939, 62 eskadra liniowa została rozwiązana.
Godła eskadry:
- zielona czteroramienna gwiazda – na samolotach Potez XV i XXV
- brunatny łeb doga na tle białego koła z czerwoną obwódką – na samolotach Potez XXV i PZL-23 „Karaś”

## Formowanie, zmiany organizacyjne i szkolenie
Podczas reorganizacji lotnictwa wojskowego w 1925 roku, z oficerów i szeregowych 2, 3 i 4 pułków lotniczych, sformowana została 64 eskadra lotnicza. W związku z przemianowaniem II/6 dywizjonu 6 pułku lotniczego na I/6 dywizjon lotniczy otrzymała nową nazwę - 62 eskadra lotnicza.
Początkowo personel latający i pomocniczy był bardzo nieliczny. Eskadra nie posiadała ani jednego samolotu. Piloci latali na samolotach eskadry treningowej. Pierwszy samolot typu Potez XV eskadra otrzymała w kwietniu 1926. Pod koniec lipca już  w składzie 3 samolotów odleciała na ćwiczenia letnie na lotnisko Berezowica pod Tarnopolem.
W 1927 przybyli do eskadry nowi piloci i obserwatorzy. Nastąpiła także wymiana samolotów Potez XV na Potez XXVII.
W czerwcu eskadra w składzie 3 samolotów odleciała na szkołę ognia artylerii do Powurska na lotnisko Smolary.10 sierpnia przeniosła się na lotnisko w Dubnie, gdzie przyleciały pozostałe 3 załogi. Z tego lotniska startowała organizując współdziałanie z 2 Samodzielną Brygadą Kawalerii i 13 Kresową Dywizją Piechoty. Ćwiczenia zakończyły się koncentracją w rejonie Łucka.
Od 4 września eskadra współpracowała z 6 Samodzielną Brygadą Kawalerii, 11 i 12 Dywizją Piechoty w Murzyłowie obok Podhajec. 9 września eskadra wróciła do Lwowa.
11 czerwca 1928 eskadra w składzie 3 samolotów odleciała na szkołę ognia do Powurska. W sierpniu już w komplecie współdziałała w rejonie Łucka z 13 Dywizją Piechoty i Brygadą KOP „Wołyń”. Ćwiczenia obserwowali słuchacze Wyższej Szkoły Wojennej. 
14 listopada 1928 r. eskadra przeniosła się ze starego lotniska na Lewandówce na nowo wybudowane lotnisko Skniłów koło Lwowa.
W 1929 eskadra wymieniła samoloty na Potez XXV. 15 czerwca 6 samolotów eskadry brało udział w uroczystości poświęcenia lotniska w Łucku, gdzie w obecności Prezydenta RP wykonywano loty w szykach. 5 lipca ćwiczono pierwsze nocne loty przy lampach stajennych. W sierpniu z lotniska polowego w Buczaczu startowano na współdziałanie z 11 Dywizją Piechoty oraz Brygada Kawalerii „Brody”.
14 września eskadra powróciła do Lwowa. W tym okresie przemianowano ją na 62 eskadrę liniową.
W okresie października i listopada załogi eskadry na garnizonowej strzelnicy bojowej w Zamarstynowie wykonywały po raz pierwszy ostre strzelanie z samolotu do celów naziemnych.
W maju 1930 eskadra odbyła szkołę ognia lotniczego stacjonując w Krakowie. Po powrocie do Lwowa eskadra wykonywała ostre strzelanie z powietrza do celów naziemnych na Zamarstynowie. Od 2 lipca do 6 sierpnia eskadra częścią sił przebywała w Nadwornej, gdzie współpracowała z 5 Lwowskim i 11 Karpackim pułkiem artylerii lekkiej, 6 dywizjonem artylerii konnej i 6 pułkiem artylerii ciężkiej. 
W maju 1931 eskadra wzięła udział w koncentracji 3 Grupy Aeronautycznej w Krakowie. 7 lipca eskadra, działając w składzie 10 samolotów, odleciała na szkołę ognia lotniczego do Krakowa. Od 25 sierpnia do 14 września wzięła udział w ćwiczeniach letnich w Różyszczach.
Wiosną 1932 eskadra odleciała na szkołę ognia lotniczego do Krakowa, a w sierpniu uczestniczyła w ćwiczeniach Brygady KOP „Podole” w Czortkowie. Po ćwiczeniach klucz w składzie 3 samolotów pod dowództwem kpt. obs. Władysława Tuchółki został wysłany na lotnisko w Hołobach celem zwalczania band dywersyjnych grasujących na wschodnim pograniczu. We wrześniu eskadra współdziałała w okolicach Kamionki koło Podwołoczysk z 12 Dywizją Piechoty.
W 1933 eskadra odbyła tradycyjnie szkołę ognia w Krakowie, a w lipcu i sierpniu ćwiczyła loty nocne współdziałając z kompanią reflektorów. 12 sierpnia przeleciała do Radziwiłłowa i tam współdziałała z brygadami kawalerii „Brody” i „Równe”. 21 sierpnia część samolotów przegrupowano na wysunięte lotnisko w Olszanicy i Emilówce, gdzie w dalszym ciągu współpracowała z kawalerią i grupą pancerno-motorową. Ćwiczenia wizytował II wiceminister ON gen. dyw. Tadeusz Kasprzycki. Po ukończeniu ćwiczeń z kawalerią rozpoczęły się ćwiczenia z 12 i 13 Dywizją Piechoty startując z lotnisk w Brodach i Łucku. Po zakończeniu manewrów eskadra brała udział w pierwszej wielkiej koncentracji lotnictwa w Warszawie.
W 1934 eskadra odbywała szkołę ognia lotniczego w Krakowie, po czym odleciała na szkołę ognia artylerii do Brześcia. Przerwę w ćwiczeniach letnich wykorzystano na wykonywanie lotów nocnych. Od 30 sierpnia  współpracowała z 30 Poleską Dywizją Piechoty i grupą pancerno–motorową.
W 1935 załogi doskonaliły umiejętności podczas ćwiczeń zimowych i letnich z oddziałami wojsk lądowych.
W lutym 1936 personel latający przebywał na kursie narciarskim w Worochcie. Pod koniec lutego klucz eskadry współpracował na ćwiczeniach zimowych z Brygadą KOP „Podole” w rejonie Czortkowa, a na przełomie maja i czerwca 2 klucze pracowały na poligonie Brześć z 11 Grupą Artylerii, po czym odleciały na koncentrację lotnictwa w Warszawie.
Po imponującej defiladzie powietrznej w dniu 6 sierpnia eskadra powróciła do Sknilowa.
W 1937 eskadra ćwiczyła na terenie Wołynia i Podola. Zimowe ćwiczenia w 1938 odbyła w rejonie Tarnopola współpracując z 12 Dywizją Piechoty, a szkołę ognia w czerwcu  na poligonie Błędów. We wrześniu eskadra w pełnym składzie wzięła udział w wielkich manewrach na Wołyniu, operując z lotnisk Wielick i Łuck. W tym też roku eskadra przezbroiła się w samoloty PZL-23 „Karaś".
W wyniku reorganizacji lotnictwa, w marcu 1939 62 eskadra liniowa została rozformowana. Personel latający i naziemny przeniesiony został do innych oddziałów 6 pułku lotniczego.

## Żołnierze eskadry
| Stopień, imię i nazwisko         | Okres pełnienia służby   |
| -------------------------------- | ------------------------ |
| kpt. pil. Józef Jerzy Gawroński  | 1 VIII 1925 – 1926       |
| kpt. obs. Jan Gac                | do 8 VIII 1926           |
| kpt. obs. Bronisław Fabian       | VIII 1926 – 20 IX 1927   |
| kpt. obs. Jan Schram             | 20 IX 1927 – V 1928      |
| kpt. pil. Artur Jurkiewicz       | V – VII 1928             |
| kpt. obs. Marceli Pustelniak     | od VII 1928              |
| kpt. obs. Władysław Tuchółko     | 24 IV 1929 – 25 XII 1933 |
| kpt. obs. Henryk Napoleon Borowy | od XII 1933              |
| kpt. pil. Czesław Krajewski      | X 1935 – X 1936          |
| kpt. obs. Władysław Mosiewicz    | X 1936 – 1937            |
| kpt. obs. Marian Tadeusz Kern    | od 16 XI 1937            |
| kpt. pil. Maciej Piotrowski      | wz. do III 1939          |

| Stanowisko         | Stopień, imię i nazwisko            |
| ------------------ | ----------------------------------- |
| dowódca            | kpt. Maciej Piotrowski              |
| oficer taktyczny   | por. Władysław Szymanowski          |
| oficer techniczny  | ppor. Jan Aleksander Domański       |
| starszy obserwator | por. Jan Komłacz                    |
| obserwator         | por. Zbigniew Jan Götzlik           |
| obserwator         | por. Kazimierz Dobrowolski          |
| obserwator         | por. Zbigniew Mieczysław Gałczyński |

## Wypadki lotnicze
- 8 sierpnia 1926 wskutek przerwania pracy silnika podczas startu, samolot, który pilotował por. pil. Stanisław Kisiela, spadł i się zapalił. Pilot zginął, natomiast obserwator kpt. Gac odnosząc ciężkie obrażenia został przewieziony do 6 Szpitala Okręgowego we Lwowie[2].
- 2 listopada 1929 por. pil. Teodor Baranowski lecąc we mgle w Wogezach wpadł na skały ginąc na miejscu. Razem z nim zginął obserwator kpt. Ryszard Woroniecki[3].
- 19 kwietnia 1934 lecąc w nocy ze Lwowa do Dęblina załoga sierż. pil. Tadeusz Nowak oraz por. obs. Tadeusz Łukaszewicz zmuszona była do skoku na spadochronie, ponieważ zatarł się silnik w samolocie którym lecieli. Obserwator złamał nogę, natomiast pilot doznał wstrząsu mózgu[4].
- 21 sierpnia 1934 w czasie wykonywania lotów nocnych, podczas grupowego przelotu z Poznania do Lwowa, dwie załogi kpr. pil. Bolesław Sochacki i ppor. obs. Józef Penz oraz kpr. pil. Mieczysław Halicki i por. obs. Zbigniew Osuchowski zostały zmuszone do skoku na spadochronie, ponieważ w ich samolotach zabrakło paliwa. Trzecia załoga kpr. pil. Marian Kostecki oraz kpt. obs. Tuchółko musiała lądować przymusowo. Wszystkie samoloty zostały zniszczone[14].